# Jiuyuan
Jiuyuan är ett stadsdistrikt i Baotou i den autonoma regionen Inre Mongoliet i norra Kina.